# Temporada de huracanes del Pacífico de 2025
La temporada de huracanes del Pacífico de 2025 es un evento actual en el ciclo anual de ciclones tropicales. La temporada comenzó oficialmente el 15 de mayo en la cuenca del Pacífico oriental (al este de 140°O) y comenzó el 1 de junio en el Pacífico central (entre 140°O y la línea internacional de cambio de fecha); ambas finalizarán el 30 de noviembre de 2025. Estas fechas, adoptadas por convención, describen históricamente el período de cada año en el que ocurre la mayor ciclogénesis subtropical o tropical en estas regiones del Océano Pacífico.
A diferencia de la temporada anterior, que tuvo un comienzo lento récord (la tormenta tropical Aletta se formó el 4 de julio), este año hubo una oleada de actividad a principios de temporada. La tormenta tropical Alvin se formó frente a la costa sur de México el 28 de mayo y permaneció sobre las aguas abiertas del Pacífico oriental. Se formaron cinco tormentas en un período de diez días, del 8 al 28 de junio, incluido el huracán Bárbara, la tormenta tropical Cosme y la tormenta tropical Dalila, ambos rozando la costa suroeste de México, y el huracán Erick, la quinta tormenta nombrada más temprana registrada en el Pacífico oriental y el primer huracán mayor en tocar tierra en cualquiera de las costas de México (Pacífico o Atlántico). Erick causó al menos 205 millones de dólares en daños en el suroeste de México y provocó 23 muertos. Le siguió el huracán Flossie, que pasó cerca de la costa suroeste de México, provocando inundaciones y daños materiales. A fines de julio, el huracán Iona, el primer sistema del Pacífico central de la temporada, también se convirtió en un huracán mayor.

## Pronósticos
Antes de cada temporada de huracanes en el Pacífico, la Oficina Nacional de Administración Oceánica y Atmosférica de los Estados Unidos (NOAA) y el Servicio Meteorológico Nacional (SMN) de México emiten pronósticos de la actividad de los huracanes. Estos incluyen cambios semanales y mensuales en factores importantes que ayudan a determinar la cantidad de tormentas tropicales, huracanes y huracanes mayores dentro de un año en particular. Según la Oficina Nacional de Administración Oceánica y Atmosférica de los Estados Unidos (NOAA), la temporada promedio de huracanes en el Pacífico oriental entre 1991 y 2020 contuvo aproximadamente 15 tormentas tropicales, 8 huracanes, 4 huracanes mayores, con un índice de Energía Ciclónica Acumulada (ACE) casi normal entre 80 y 115. En términos generales, ACE es una medida del poder de una tormenta tropical o subtropical multiplicado por el tiempo que existió. Solo se calcula para avisos completos sobre sistemas tropicales y subtropicales específicos que alcanzan o superan velocidades de viento de 39 mph (63 km/h). El Oficina Nacional de Administración Oceánica y Atmosférica (NOAA) normalmente clasifica una temporada como superior al promedio, promedio o inferior al promedio según el índice ACE acumulativo, pero a veces también se considera la cantidad de tormentas tropicales, huracanes y huracanes importantes dentro de una temporada de huracanes.
El 7 de mayo de 2025, el Servicio Meteorológico Nacional (SMN) emitió su primer pronóstico para la temporada de huracanes del Pacífico, pronosticando una temporada superior al promedio con 16 a 20 tormentas con nombre, 8 a 11 huracanes y 4 a 6 huracanes mayores. El 22 de mayo, la Administración Nacional Oceánica y Atmosférica (NOAA) publicó su pronóstico para el Pacífico oriental, que prevé una temporada superior a la media con 12 a 18 tormentas con nombre, 5 a 10 huracanes y 2 a 5 huracanes mayores, citando una fase neutra continua, la improbabilidad de un El Niño y la posibilidad de La Niña en el verano. Esto aumenta la cizalladura vertical del viento en la cuenca y reduce ligeramente las temperaturas de la superficie del mar, lo que favorece una actividad de ciclones tropicales de leve a moderada. Además, muchos modelos informáticos globales predijeron una oscilación decenal del Pacífico (PDO) negativa, una fase de un ciclo multidecenal que favoreció la continuación de temperaturas de la superficie del mar mucho más cálidas que el promedio, que se habían estado produciendo desde 2021, a diferencia del período 1991-2020, que en general presentó una actividad por debajo de lo normal.

## Resumen de temporada

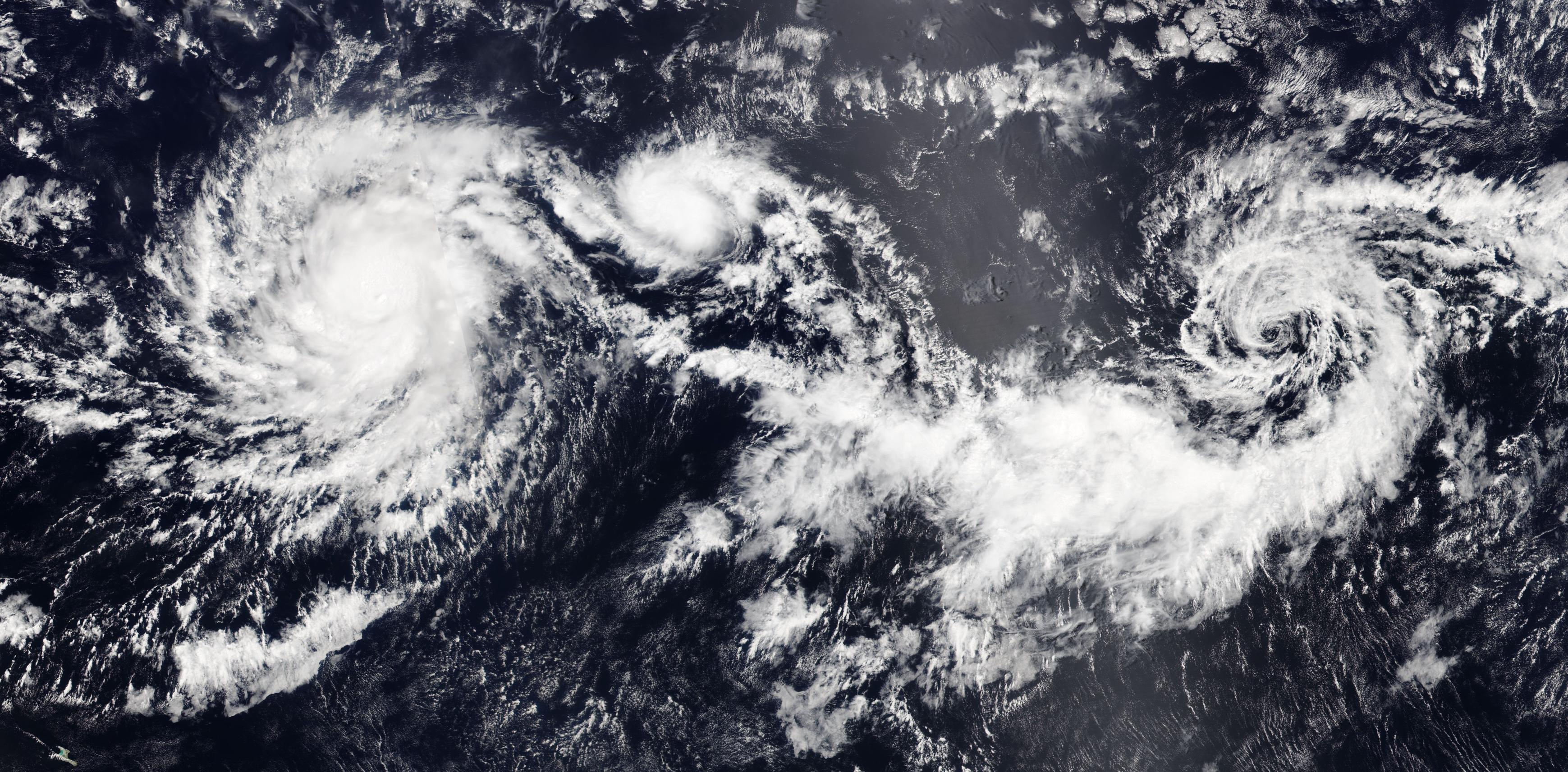
Tres sistemas tropicales simultáneos el 29 de julio: el huracán Iona (izquierda), la tormenta tropical Keli (centro) e Invest 98E (derecha).

El índice de la Energía Ciclónica Acumulada (ECA) de esta temporada es de 39.27 unidades.
Oficialmente, la temporada de huracanes comenzó el 15 de mayo en el Pacífico oriental, el 1 de junio en el Pacífico central y finalizarán el 30 de noviembre de 2024 en ambas zonas. La actividad en el Pacífico Oriental comenzó con la formación y desarrollo de la tormenta tropical Alvin el 28 de mayo, dos semanas después del inicio oficial de la temporada, pero casi dos semanas antes de la fecha promedio de formación de la primera tormenta con nombre de la cuenca. Alvin persistió frente a la costa de México durante un par de días, antes de degenerar en un remanente de baja intensidad el 31 de mayo. Dos tormentas, el huracán Bárbara y la tormenta tropical Cosme, se formaron el 8 de junio frente a la costa suroeste de México. Luego vino la tormenta tropical Dalila, que se formó cerca de la costa del sur de México el 13 de junio. El huracán Erick se formó en la mañana del 17 de junio frente a las costas del sur de México. Erick fue la quinta tormenta nombrada más temprana registrada en la cuenca del Pacífico Oriental, superando la marca del 25 de junio establecida por el huracán Enrique de 2021. También fue el primer gran huracán registrado en tocar tierra en cualquiera de las costas de México (Pacífico o Atlántico); el récord anterior en la costa del Pacífico lo había establecido el huracán Kiko el 26 de agosto de 1989. El siguiente huracán fue el Flossie, el 29 de junio, que se convirtió en un huracán de categoría 3 frente a la costa suroeste de México. Dalila, Erick y Flossie se convirtieron en la cuarta, quinta y sexta tormentas con nombre respectivamente, más tempranas en el Pacífico Oriental desde que comenzó a nombrarse oficialmente a las tormentas allí en 1960. La actividad tropical en el Pacífico central comenzó con la formación del huracán Iona el 27 de julio. Al día siguiente, se formó la tormenta tropical Keli. Luego, el huracán Gil se formó en pleno Pacífico oriental el 31 de julio, muy al sur-suroeste de la península de Baja California.

## Ciclones tropicales

### Tormenta tropical Alvin
El 28 de mayo de 2025, el Centro Nacional de Huracanes (NHC) había detectado una baja presión, denominada Invest 90E, en el Pacífico Oriental; ese mismo día, la baja presión se había convertido en la depresión tropical Uno-E. La depresión se organizó más alrededor del centro y se fortaleció hasta convertirse en la tormenta tropical Alvin a la mañana siguiente. La tormenta continuó organizándose mejor a lo largo del día, mientras avanzaba hacia el noroeste en un entorno de temperaturas superficiales del mar (TSM) cálidas y baja cizalladura del viento. Sus vientos sostenidos alcanzaron los 95 km/h (60 mph), y la presión barométrica central descendió a 999 mbar (29,50 inHg). A primera hora del 30 de mayo, la tormenta se adentró en un entorno cada vez más hostil, con fuertes cizalladuras del viento y temperaturas de superficie del mar en descenso, lo que provocó su debilitamiento. Más tarde, en la mañana del 31 de mayo, Alvin degeneró en una baja presión remanente mientras se acercaba al extremo sur de la península de Baja California.
El precursor de Alvin causó fuertes vientos y lluvias torrenciales en El Salvador y Chiapas. En El Salvador, varios edificios resultaron dañados y más de 50 personas resultaron heridas. En Chiapas, las inundaciones causaron la muerte de una persona.. Las pérdidas agrícolas en Emiliano Zapata se estimaron en MXN$310 mil (US$16 mil). La humedad remanente de Alvin provocó fuertes lluvias e inundaciones repentinas en Coacalco de Berriozábal y Los Reyes la Paz. Numerosos vehículos y carreteras resultaron dañados por las inundaciones. En Los Reyes la Paz, un grupo de personas que viajaban en un automóvil fue arrastrado por las aguas. Alvin también generó fuertes lluvias sobre la Ciudad de México. Estas lluvias interrumpieron el servicio del Metro de la Ciudad de México y otras líneas de transporte público. Además, la humedad remanente de Alvin también llegó al suroeste de Estados Unidos.

### Huracán Bárbara
El 4 de junio de 2025 se formó una vaguada de baja presión frente a la costa del sur de México. Dos días después, las lluvias y tormentas eléctricas asociadas con la baja presión aumentaron gradualmente cerca del Golfo de Tehuantepec. En la mañana del 8 de junio, se había desarrollado una circulación de bajo nivel cerrada y bien definida dentro de la perturbación, marcando la formación de la tormenta tropical Bárbara. Barbara se fortaleció de manera constante al día siguiente y a las 14:00 UTC del 9 de junio se había convertido en un huracán mínimo de categoría 1, mientras se encontraba a unas 155 millas (250 km) al suroeste de Manzanillo, Colima. Sin embargo, más tarde ese mismo día, el sistema se debilitó y cayó por debajo de la fuerza de un huracán. Luego, el 10 de junio, cuando Barbara se desplazaba a través de aguas más frías y hacia un ambiente atmosférico menos favorable, su convección profunda disminuyó considerablemente y, a última hora de ese mismo día, se había degenerado en un remanente de baja presión.

### Tormenta tropical Cosme
El 6 de junio de 2025, se formó una amplia zona de baja presión a lo largo del lado occidental de una vaguada alargada al sur de México. Las lluvias y tormentas eléctricas asociadas con la baja presión se organizaron considerablemente mejor a principios del 8 de junio, lo que resultó en la formación de la depresión tropical Tres-E. Moviéndose lentamente hacia el noroeste, el sistema pronto se fortaleció y se convirtió en la tormenta tropical Cosme. Cosme continuó intensificándose y en la tarde del 9 de junio ya se acercaba a la fuerza de huracán, con vientos sostenidos de 110 km/h (70 mph). Sin embargo, un fortalecimiento adicional fue sofocado y Cosme comenzó a debilitarse a la mañana siguiente, debido a los efectos de la cizalladura moderada del viento del noreste. Finalmente, cesó toda convección profunda y la tormenta degeneró en un área de baja presión remanente a primeras horas del 11 de junio.

### Tormenta tropical Dalila
El 10 de junio, una amplia zona de baja presión ubicada a varios cientos de millas al sur del Golfo de Tehuantepec. Las lluvias y tormentas eléctricas asociadas con la baja presión aumentaron al día siguiente y posteriormente comenzaron a mostrar signos de organización, aunque su circulación en niveles bajos se mantuvo amplia y alargada. Debido a la creciente probabilidad de que el sistema se convierta en tormenta tropical y a su proximidad a la costa de México, el Centro Nacional de Huracanes (CNH) lo designó como ciclón tropical potencial Cuatro-E a las 21:00 UTC del 12 de junio. El sistema gradualmente se organizó mejor y se convirtió en la depresión tropical Cuatro-E, para luego fortalecerse y convertirse en la tormenta tropical Dalila a las 18:00 UTC del 13 de junio, a unas 195 millas (315 km) al sur de Zihuatanejo, Guerrero. La tormenta continuó ganando fuerza al día siguiente cerca de la costa del suroeste de México, y sus vientos sostenidos alcanzaron los 100 km/h esa tarde. Sin embargo, en la mañana del 15 de junio, Dalila comenzó a debilitarse y se convirtió en un remanente de baja intensidad al final del día.
Dalila trajo fuertes vientos e inundaciones a la costa suroeste de México. Se reportaron deslaves, arrasamiento de carreteras, caída de árboles y derrumbes de techos en varios municipios de Guerrero, principalmente en Acapulco de Juarez y sus alrededores. Corrientes de resaca peligrosas y malas condiciones de oleaje también afectaron gran parte de la costa del Pacífico de México. Empresas de Acapulco sufrieron pérdidas por Mex$750 millones (US$39.4 millones).

### Huracán Erick
El 14 de junio de 2025, se formó una amplia zona de baja presión, asociada con una onda tropical, frente a la costa del Pacífico de Costa Rica. Las lluvias y tormentas eléctricas asociadas con la baja presión se organizaron mejor durante los siguientes días, y el NHC la designó como Ciclón Tropical Potencial Cinco-E a las 21:00 UTC del 16 de junio frente a las costas del El Salvador y Guatemala. El sistema pronto adquirió una circulación bien definida, desarrollándose en la depresión tropical Cinco-E ya sobre las costas de Guatemala. La depresión luego se fortaleció hasta convertirse en la tormenta tropical Erick a la mañana siguiente entre la frontera entre Mexico y Guatemala. La tormenta avanzó hacia el noroeste a lo largo del día, a medida que se organizaba cada vez mejor. La convección profunda se expandió y las cimas de las nubes se enfriaron a aproximadamente -85 °C (-120 °F) cerca de la estructura del núcleo interno, que estaba mejorando. Erick se fortaleció a huracán de categoría 1 alrededor de las 12:00 UTC del 18 de junio, a unas 160 millas (255 km) al sur-sureste de Puerto Ángel, Oaxaca. La rápida intensificación continuó y, con datos recopilados de unos cazadores de huracanes, el Centro Nacional de Huracanes (NHC) elevó a Erick como un huracán categoría 2 unas horas más tarde. Luego, después de otro vuelo de los cazadores de huracanes, la tormenta se actualizó una vez más, convirtiéndose en un huracán mayor de categoría 3 a las 00:00 UTC del 19 de junio. Más tarde, cuando Erick se acercaba a la costa de México, la tormenta alcanzó su máxima intensidad, con vientos sostenidos de categoría 4 de 145 mph (230 km/h) y una presión central mínima de 939 mb (27,73 inHg). Luego, poco antes de las 12:00 UTC, Erick tocó tierra en el extremo occidental de Oaxaca, a unos 30 kilómetros al este de Punta Maldonado, Guerrero, con vientos sostenidos de 205 km/h (125 mph). En el interior, el huracán se debilitó rápidamente a medida que su núcleo interno comenzó a colapsar. Moviéndose hacia el noroeste sobre terreno accidentado, el núcleo interno continuó deteriorándose y el patrón convectivo general del sistema se volvió bastante irregular. En consecuencia, Erick se debilitó a tormenta tropical a las 21:00 UTC. Más tarde ese mismo día, la tormenta se debilitó a depresión tropical.
En previsión de Erick, el gobierno de México emitió alertas de huracán para partes de las zonas costeras de Oaxaca y Guerrero, junto con avisos de huracán y alertas de tormenta tropical. Al tocar tierra, la tormenta dejó sin electricidad ni cobertura de telefonía móvil a al menos 30,000 personas en Puerto Escondido. También trajo fuertes lluvias a gran parte de Centroamérica y México, provocando inundaciones repentinas y deslizamientos de tierra que dejaron al menos 23 muertos, 28 heridos y 2 desaparecidos. Los daños totales se estimaron en US$250 millones de dólares estadounidenses.

### Huracán Flossie
El 23 de junio de 2025 se formó una amplia zona de baja presión frente a la costa del Pacífico de Centroamérica. Luego de varios días con ambiente favorable, la actividad de lluvias y tormentas asociadas con la perturbación se organizó mucho mejor el 28 de junio, y la depresión tropical Seis-E se formó temprano a la mañana siguiente, cuando la baja desarrolló una circulación de nivel bajo bien definida y cerrada con vientos máximos alrededor de 30 mph (45 km/h).. La convección continuó organizándose mejor, con bandas curvas al norte del centro unas horas más tarde, marcando la formación de la tormenta tropical Flossie ese mismo día. Flossie ganó fuerza de manera constante el 30 de junio, en medio de un entorno favorable de baja cizalladura del viento y temperaturas cálidas en la superficie del mar de aproximadamente 29 a 30 °C (84 a 86 °F). Luego, tarde ese mismo día, alcanzó la fuerza de huracán a unos 175 millas (281,6 km) al sur de Manzanillo, Colima. Continuó intensificándose rápidamente hasta convertirse en un huracán de categoría 3 al final del día. El ojo de Flossie se volvió más irregular y la pared norte del ojo comenzó a deteriorarse a la mañana siguiente, debilitando el sistema a una fuerza de categoría 2. La estructura de Flossie continuó degradándose y, a primeras horas del 3 de julio, se debilitó a tormenta tropical. Luego, tras desplazarse sobre temperaturas superficiales del mar más frías al suroeste de Baja California Sur, la tormenta perdió toda convección y pasó a una baja posttropical esa tarde.
En Michoacán se reportaron inundaciones, caída de árboles y daños materiales. En Manzanillo, un hombre fue encontrado muerto tras caer al mar y ser arrastrado por el fuerte oleaje. En Acapulco, se reportó un deslizamiento de tierra. Sin embargo, no se reportaron daños mayores.

### Huracán Iona
El 24 de julio de 2025, se desarrolló una amplia zona de baja presión en el Pacífico oriental, muy al sureste de las islas hawaianas. El disturbio se trasladó al Pacífico central al día siguiente. La baja presión se organizó mejor a medida que avanzaba hacia el oeste durante el día, y se desarrolló una convección profunda y persistente sobre ella. En consecuencia, la perturbación fue designada depresión tropical Uno-C la madrugada del 27 de julio. Más tarde ese día, el sistema se organizó mejor y se convirtió en la tormenta tropical Iona. Iona se fortaleció rápidamente durante la noche, alcanzando la fuerza de huracán a primera hora del 28 de julio. A última hora de ese día, Iona había desarrollado un ojo bien definido, rodeado por cimas de nubes de −70 a −80 grados Celsius (−94 a −112,0 °F), mientras se intensificaba rápidamente hasta convertirse en un huracán mayor de categoría 3 a las 09:00 UTC del 29 de julio, convirtiéndolo en el primer huracán mayor registrado en el Pacífico central desde el huracán Walaka hace casi siete años.
Tras haber ganado fuerza en aproximadamente 60 mph (95 km/h) en 24 horas, el sistema continuó intensificándose rápidamente. Aunque se volvió aún más potente, el campo de vientos de Iona se mantuvo compacto, con vientos con fuerza de huracán y tormenta tropical que solo se extendieron a aproximadamente 20 millas náuticas (23,0 mi; 37,0 km) y 70 millas náuticas (80,6 mi; 129,6 km) del centro, respectivamente. Más tarde ese día, Iona comenzó a debilitarse, debido al aumento de la cizalladura del viento del oeste y las temperaturas más frías de la superficie del mar, mientras pasaba aproximadamente 715 millas (1150,7 km) al sur de Honolulú. Esta tendencia continuó y al mediodía del 30 de julio el sistema se había debilitado rápidamente hasta convertirse en tormenta tropical. Durante los siguientes días, la tormenta se movió en dirección oeste-noroeste y, a fines del 1 de agosto, se debilitó a depresión tropical a medida que se acercaba a la línea internacional de cambio de fecha.

### Tormenta tropical Keli
El 27 de julio de 2025, se desarrolló un área de baja presión al este-sureste de las islas hawaianas. Temprano a la mañana siguiente, se convirtió en la depresión tropical Dos-C a unos 400 millas náuticas (460,3 mi; 740,8 km) al este-noreste del huracán Iona. Siendo un sistema compacto, su patrón nuboso se extendía solo unos 90 millas náuticas (103,6 mi; 166,7 km) de ancho. Más tarde ese día, la depresión se fortaleció y se convirtió en la tormenta tropical Keli. Keli tuvo dificultades para organizarse mejor debido a la cizalladura del viento y al flujo de salida de nivel superior cerca del huracán Iona mientras se dirigía hacia el oeste, guiado por una cresta de nivel medio al norte. Keli permaneció como una tormenta tropical mínima hasta la mañana del 30 de julio, cuando su convección colapsó en gran parte y su circulación de bajo nivel se abrió en un canal en el lado norte de Iona, a unas 520 millas (835 km) al sur de Honolulu.

### Huracán Gil
El 28 de julio de 2025 se formó una amplia zona de baja presión frente a la costa del suroeste de México. La perturbación se organizó mejor al día siguiente y se convirtió en la tormenta tropical Gil a principios del 31 de julio. Posteriormente, Gil ganó fuerza de forma constante, mientras se desplazaba rápidamente hacia el oeste-noroeste. A finales del 1 de agosto, tras superar una intrusión de aire seco, la tormenta se intensificó hasta convertirse en un huracán de 65 kn (75 mph). a unos 1080 millas (1738,1 km) al oeste-suroeste del extremo sur de la península de Baja California. Sin embargo, el sistema pronto se trasladó a aguas más frías, lo que provocó que se debilitara a tormenta tropical a la mañana siguiente. Más tarde, después de quedar sin convección profunda debido a las aguas frías y a un ambiente más seco y estable, Gil pasó a ser un ciclón postropical a principios del 3 de agosto.

## Nombres de los ciclones tropicales
La siguiente lista de nombres se utiliza para las tormentas con nombre que se forman en el océano Pacífico norte al este de 140°O durante 2025. Esta es la misma lista utilizada en la temporada de 2019.
| - Alvin - Barbara - Cosme - Dalila - Erick - Flossie - Gil - Henriette | - Ivo - Juliette (sin usar) - Kiko (sin usar) - Lorena (sin usar) - Mario (sin usar) - Narda (sin usar) - Octave (sin usar) - Priscilla (sin usar) | - Raymond (sin usar) - Sonia (sin usar) - Tico (sin usar) - Velma (sin usar) - Wallis (sin usar) - Xina (sin usar) - York (sin usar) - Zelda (sin usar) |

Para las tormentas que se forman en el área de responsabilidad del Centro de Huracanes del Pacífico Central, que abarca el área entre 140 grados al oeste y la línea internacional de cambio de fecha, todos los nombres se utilizan en una serie de cuatro listas rotatorias. Los siguientes cuatro nombres que se programarán para su uso en la temporada de 2025 se muestran a continuación de esta lista.
| - Iona - Keli | - Lala (sin usar) - Moke (sin usar) |

## Estadísticas de temporada
Esta es una tabla de todas los sistemas que se han formado en la temporada de 2025. Incluye su duración, nombres, áreas afectada(s), indicados entre paréntesis, daños y muertes totales. Las muertes entre paréntesis son adicionales e indirectas, pero aún estaban relacionadas con esa tormenta. Los daños y las muertes incluyen totales mientras que la tormenta era extratropical, una onda o un baja, y todas las cifras del daño están en USD 2025.
| DT | TT | 1 | 2 | 3 | 4 | 5 |

| Nombre                  | Fechas activo             | Categoría de tormenta en intensidad máxima | Vientos máx. (km/h) | Presión min (hPa) | ACE     | Áreas afectadas                        | Áreas afectadas                        | Áreas afectadas                        | Daños (en millones USD) | Muertos |
| Nombre                  | Fechas activo             | Categoría de tormenta en intensidad máxima | Vientos máx. (km/h) | Presión min (hPa) | ACE     | Lugar                                  | Fecha                                  | Vientos (km/h)                         | Daños (en millones USD) | Muertos |
| ----------------------- | ------------------------- | ------------------------------------------ | ------------------- | ----------------- | ------- | -------------------------------------- | -------------------------------------- | -------------------------------------- | ----------------------- | ------- |
| Alvin                   | 28 – 31 de mayo           | Tormenta tropical                          | 95 (60)             | 999               | 1.55    | Ninguno                                | Ninguno                                | Ninguno                                | $16 mil                 | 1       |
| Barbara                 | 8 – 10 de junio           | Huracán categoría 1                        | 120 (75)            | 991               | 3.10    | Ninguno                                | Ninguno                                | Ninguno                                | –                       | –       |
| Cosme                   | 8 – 11 de junio           | Tormenta tropical                          | 110 (70)            | 992               | 2.6925  | Ninguno                                | Ninguno                                | Ninguno                                | –                       | –       |
| Dalila                  | 13 – 15 de junio          | Tormenta tropical                          | 100 (65)            | 992               | 1.9675  | Ninguno                                | Ninguno                                | Ninguno                                | $39.4 millones          | –       |
| Erick                   | 17 – 20 de junio          | Huracán categoría 4                        | 230 (145)           | 939               | 5.8775  | Punta Maldonado, Guerrero              | 19 de junio                            | 205 (125)                              | $204 millones           | 23      |
| Flossie                 | 29 de junio – 3 de julio  | Huracán categoría 3                        | 195 (120)           | 958               | 8.1475  | Ninguno                                | Ninguno                                | Ninguno                                | –                       | 1       |
| Iona                    | 27 de julio – 2 de agosto | Huracán categoría 3                        | 205 (125)           | 957               | 10.3725 | Ninguno                                | Ninguno                                | Ninguno                                | Ninguno                 | 0       |
| Keli                    | 28 – 30 de julio          | Tormenta tropical                          | 65 (40)             | 1006              | 0.98    | Ninguno                                | Ninguno                                | Ninguno                                | Ninguno                 | 0       |
| Gil                     | 31 de julio – 3 de agosto | Huracán categoría 1                        | 120 (75)            | 991               | 3.8975  | Ninguno                                | Ninguno                                | Ninguno                                | Ninguno                 | 0       |
| Henriette               | 4 – 13 de agosto          | Huracán categoría 1                        | 140 (85)            | 986               | 6.085   | Ninguno                                | Ninguno                                | Ninguno                                | Ninguno                 | 0       |
| Ivo                     | 6 – 11 de agosto          | Tormenta tropical                          | 100 (65)            | 999               | 3.405   | Ninguno                                | Ninguno                                | Ninguno                                | Ninguno                 | 0       |
| Totales de la temporada |                           |                                            |                     |                   |         |                                        |                                        |                                        |                         |         |
| 11 ciclones             | 28 de mayo – activo       |                                            | 230 (145)           | 939               | 48.76   | 1 ciclón tropical que ha tocado tierra | 1 ciclón tropical que ha tocado tierra | 1 ciclón tropical que ha tocado tierra | $244 millones           | 24      |